# Leerbroek
Leerbroek (51° 55′ N, 5° 03′ L) é uma cidade dos Países Baixos, na província de Utrecht. Leerbroek pertence ao município de Vijfheerenlanden, e está situada a 9 km, a nordeste de Gorinchem.
Em 2004, a cidade de Leerbroek tinha 1560 habitantes. A área urbana da cidade é de 0.096 km², e tem 197 residências. 
A área de Leerbroek, que também inclui as partes periféricas da cidade, bem como a zona rural circundante, tem uma população estimada em 980 habitantes.